# The Architects Collaborative
The Architects Collaborative ou TAC est un cabinet d'architecture américain, fondé par huit architectes, qui a existé de 1945 à 1995 à Cambridge dans le Massachusetts. Les membres fondateurs sont Norman C. Fletcher, Jean B. Fletcher, John C. Harkness, Sarah P. Harkness, Robert S. McMillan, Louis A. McMillen, Benjamin C. Thompson et Walter Gropius. Durant son existence, le TAC a créé de nombreux projets, certains couronnés de succès, et a eu une influence sur l’architecture moderne de l'après-guerre.